# Rot-Weiß Lüdenscheid
Rot Weiß Lüdenscheid e.V. é uma agremiação esportiva alemã, fundada a 17 de outubro de 1908, sediada em Lüdenscheid, Renânia do Norte-Vestfália.

## História
As origens do clube remontam à formação do Luedenscheider Fußball-Klub em 1908. No rescaldo da Primeira Guerra Mundial, um número de times locais passou por uma série de fusões. No final de 1918, o LFK fundiu-se com o FC Preußen 09 e Luedenscheider SV 1910 para formar o VfB Lüdenscheid 08. 
Em 1919, Ballspielverein Lüdenscheid e FC Fortuna 1910 formaram outro lado antecessor chamado RSV Höh 1910. Os dois clubes, então, entraram em uma união de curta duração com o Lüdenscheid Turn-Verein 1861. O RSV deixou essa união em 1920, e o VfB o seguiu, em 1924, assumindo o nome Sportfreunde 08. Finalmente, em 1971, RSV e Sportfreunde se uniram para formar o clube atual.
O Rot-Weiss obteve seu maior sucesso entre 1977 e 1981, quando jogou na 2.Bundesliga Nord. No entanto, a equipe de forma consistente flertou com o rebaixamento, e depois a 2.Bundesliga Nord e Süd foram fundidas em uma divisão única, menor em 1974, e o RWL acabou na terceira divisão, a Oberliga Westfalen. O time oscilou entre a terceira e quarta divisão até ser rebaixado em 1997.
Depois de terminar em 13º, na temporada 2005-06 na Verbandsliga Westfalen (IV), o Lüdenscheid sofreu o desecenso para a  Landesliga Westfalen (V).

## Fonte
- Grüne, Hardy (2001). Vereinslexikon. Kassel: AGON Sportverlag ISBN 3-89784-147-9